# Vanilla Fudge
Vanilla Fudge je americká rocková skupina, která se stala významnou svým psychedelickým ztvárněním populárních písní. Původními členy kapely jsou: zpěvák a hráč na klávesy Mark Stein, baskytarista a zpěvák Tim Bogert, sólový kytarista a zpěvák Vince Martell a zpěvák a hráč na bicí nástroje Carmine Appice. Tato sestava nahrála mezi lety 1966 až 1969 pět alb a poté se rozpadla. Ve více "reinkarnacích" se pak v průběhu let dávali dohromady a i dnes hrají v sestavě, v níž jsou tři z původních členů Mark Stein, Vince Martell a Carmine Appice. Spolu s nimi hrává i baskytarista Pete Bremy a Tim Bogert. Skupina je označována za "jednu z mála psychedelických amerických formací, jejichž muzika se stala základem pro heavy metal".

## Obsazení

### Současní členové
- Carmine Appice – bicí, zpěv
- Vince Martell – kytara, zpěv
- Mark Stein – sólový zpěv, klávesy
- Pete Bremy – Baskytara, zpěv

### Bývalí členové
- Tim Bogert – baskytara, zpěv
- Lanny Cordola – kytara, zpěv
- Paul Hanson – kytara, zpěv
- Bill Pascali – sólový zpěv, klávesy
- Pete Bremy – baskytara, zpěv
- Teddy Rondinelli – kytara, zpěv
- Mark Dolfen – bicí
- Derek St. Holmes – kytara, zpěv
- T.M. Stevens – baskytara

## Diskografie

### Singly
- "You Keep Me Hangin' On" (2:50 edit) (BB #67, CB #87) / "Take Me For A Little While" – Atco 6495 (1967)
- "Where Is My Mind" (BB #73, CB #92) / "The Look of Love" – Atco 6554 (1968)
- "You Keep Me Hangin' On" (2:50 edit) (BB #6, CB #7) / "Come By Day, Come By Night" – Atco 6590 (1968)
- "Take Me For A Little While" (BB #38, CB #46) / "Thoughts" – Atco 6616 (1968)
- "Season Of The Witch (Part 1)" (BB #65, CB #72) / "Season Of The Witch (Part 2)" – Atco 6632 (1968)
- "Shotgun" (BB #68, CB #74) / "Good, Good Lovin'" – Atco 6655 (1969)
- "Some Velvet Morning" (BB #103, CB #81) / "People" – Atco 6679 (1969)
- "Need Love" (BB #111) / "I Can't Make It Alone" – Atco 6703 (1969)
- "Windmills Of Your Mind" / "Lord In The Country" – Atco 6728 (1970)
- "Mystery" / "The Stranger" – Atco 99729 (1984)[2]

Umístění v žebříčku je pro Billboard (BB) i Cash Box (CB).

### Studiová alba
- Vanilla Fudge (BB #6, CB #4) – Atco 33-224/SD 33-224 (1967)
- The Beat Goes On (BB #17, CB #13) – Atco SD 33-237 (1968)
- Renaissance (BB #20, CB #15) – Atco SD 33-244 (1968)
- Near the Beginning (BB #16, CB #15) – Atco SD 33-278 (1969)
- Rock & Roll (BB #34, CB #36) – Atco SD 33-303 (1969)
- Mystery – Atco 90149 (1984)
- Vanilla Fudge 2001/ The Return / Then And Now (2002)
- Out Through the in Door (2007)[2]

Umístění v žebříčku je pro Billboard (BB) i Cash Box (CB).

### Výběry a koncertní alba
- Best of Vanilla Fudge (1982)
- The Best Of Vanilla Fudge – Live (1991)
- Psychedelic Sundae – The Best of Vanilla Fudge (1993)
- The Return – Live In Germany Part 1 (2003)
- The Real Deal – Vanilla Fudge Live (2003)
- Rocks The Universe – Live In Germany Part 2 (2003)
- Good Good Rockin' – Live At Rockpalast (2007)
- Orchestral Fudge (Live) (2008)
- When Two Worlds Collide (Live) (2008)
- Box of Fudge – Rhino Handmade (2010)